# Robert Craig
Robert Craig é um programador, e principal desenvolvedor da linguagem de programação Euphoria. Participou de outros projetos, mas o mais importante foi o Euphoria. Atualmente está casado com Junko C. Miura.